# Secuestro exprés
El secuestro exprés también conocido como el paseo millonario es una modalidad de secuestro extorsivo. Aunque es premeditado, se realiza de forma aleatoria, sin conocimiento de a quien se secuestra. Luego, los secuestradores estudian donde y a quien van a pedir el rescate. Usualmente los secuestradores buscan a sus víctimas en las gasolineras, estacionamientos de centros comerciales o personas saliendo de un local, oficina o residencia.
El 90 % de los secuestros exprés ocurre en horas de la mañana y las víctima preferidas son mujeres.

## Característica
Se caracteriza por ser un secuestro de corta duración con el fin de obtener de la víctima todo el dinero posible ya sea de sus cuentas bancarias o del dinero disponible en efectivo que su familia reúne en un espacio de pocas horas o espacios de tiempos no mayores a un par de días. 
Debido al menor grado de experiencia de los delincuentes, a veces derivados del robo de auto con violencia, puede o no terminar con el asesinato del secuestrado.
Es la segunda modalidad de secuestro en México liderado por el llamado secuestro virtual, principalmente surgida debido a los problemas para los delincuentes de lograr secuestros a largo término como sucede en Colombia con las FARC o los grandes cárteles del narcotráfico muy relacionados al secuestro, ya sea por la ausencia de infraestructura por ejemplo: casas de seguridad, armamento, logística, entre otros apartados.
Es fácil confundirlo con un asalto normal. La poca confianza en las autoridades y la participación de las mismas en este delito influye en el ánimo de la víctima para denunciarlo.
A diferencia del secuestro normal, está enfocada a cualquier persona que no tenga medios para pagar por la seguridad privada para protegerse.
Se practica como un negocio para mucha gente de clase media-baja, especialmente en México desde la década de los 90. Tiene variaciones de país a país. La mafia rusa también lo utiliza en países de Europa como Rusia aunque no es tan extendido y en la mayoría de los casos solo se limita al mundo criminal. Este delito también se practica en el suroeste de los Estados Unidos.

## Paseo millonario
El paseo millonario es la denominación dada en Colombia al caso particular de secuestro exprés. La persona es privada de la libertad en el momento que toma un taxi con el fin de robarle todas sus pertenencias. La modalidad es que el conductor detiene el vehículo más adelante y recoge a uno o dos cómplices que intimidan a la víctima con un arma blanca o de fuego. Se denominó paseo millonario porque viajan con la víctima por toda la ciudad mientras le roban, golpean o matan. La finalidad de esta modalidad de secuestro es la extorsión, el hurto o robo.
- Negligencia de las autoridades:
  - El ofrecimiento ilegal de servicio de taxis en vehículos que no han sido adecuados ni registrados para prestar ese servicio. Bandas de delincuentes aprovechan la corrupción administrativa para operar sus propias redes de taxis piratas mediante las cuales llevan a cabo este tipo de delitos.
  - Personas sin licencia de conducción de taxista que conducen vehículos marcados como taxi sean estos ilegales o registrados.

- Atraso tecnológico:
  - Ausencia de sistemas de registro y control apropiados por parte de las autoridades de tránsito, lo cual resulta en inhabilidad para detectar falsos registros de taxis y la falsificación de licencias de conducción para taxistas.
  - Taxis que no están dotados, ni cuentan con el apoyo de redes de especializadas en seguridad. El servicio de taxi en la mayoría de los países desarrollados cuenta con servicio de celular y cámaras incorporadas con enlace mediante circuitos de televisión a un centro de control lo cual permite el monitoreo en tiempo real además de la grabación de los eventos para la identificación de pasajeros y conductores en caso de requerirse. El servicio de cámara es además una garantía de seguridad para el conductor de taxi.

### Algunas recomendaciones
Se recomienda solicitar el servicio de taxi a domicilio, marcando a los diferentes números telefónicos de las empresas que prestan ese servicio. Aunque tengan un costo adicional, según las autoridades, es una de las mejores formas de asegurarse de que el taxista no tiene ningún tipo de nexos con bandas de delincuentes de la ciudad.
El riesgo es mayor para una persona sola en la noche o en la madrugada, y en estado de embriaguez. Las autoridades afirman que la embriaguez es aprovechada por los ladrones.